# Phước Vinh, Ninh Phước
Phước Vinh là một xã thuộc huyện Ninh Phước, tỉnh Ninh Thuận, Việt Nam.

## Địa lý
Xã Phước Vinh nằm ở phía tây bắc huyện Ninh Phước, có vị trí địa lý:
- Phía đông giáp xã Phước Sơn
- Phía tây và phía nam giáp xã Phước Thái
- Phía bắc giáp huyện Ninh Sơn.

Xã có diện tích 46,09 km², dân số năm 2019 là 7.706 người, mật độ dân số đạt 167 người/km².

## Hành chính
Xã Phước Vinh được chia thành 5 thôn: Phước An 1, Phước An 2, Liên Sơn 1, Liên Sơn 2, Bảo Vinh.

## Lịch sử
Xã Phước Vinh được thành lập vào ngày 22 tháng 11 năm 2002 trên cơ sở 4.557,06 ha diện tích tự nhiên và 9.569 người của xã Phước Sơn.